# Alta Italia (La Pampa)
Alta Italia è una città dell'Argentina, nel Dipartimento di Realicó nella provincia di La Pampa.
Vi si accede dalla Strada Provinciale 7. Questa città era formata da famiglie della zona di Mariano Miró.
la città venne fondata da Sebastián Maggio e A. Berazategui nel 1910. Il nome indica la fondazione da parte di coloni italiani.

## Storia
La sua fondazione risale al 16 giugno 1910 sotto Antonio Devoto. Nello stesso anno arrivarono la ferrovia e la stazione.